# Gran Premio di Monaco 1977
Il Gran Premio di Monaco 1977 è stata la sesta prova della stagione 1977 del Campionato mondiale di Formula 1. Si è corsa domenica 22 maggio 1977 sul Circuito di Monte Carlo. La gara è stata vinta da Jody Scheckter, su Wolf-Ford Cosworth. Ha preceduto sul traguardo l'austriaco Niki Lauda e l'argentino Carlos Reutemann, entrambi su Ferrari.

## Vigilia

### Aspetti tecnici
Il 30 marzo venne presentato il progetto per la costruzione di un circuito stradale presso il Monte Fontana nel comune di Camporosso, in provincia di Imperia. Il tracciato, lungo 4.068 m, avrebbe dovuto sostituire il Circuito di Monte Carlo quale sede del Gran Premio di Monaco.
La Wolf tornò a impiegare il modello WR1, mentre la McLaren abbandonò per questo gran premio l'M26 e impiegò solo l'M23. La Brabham presentò un alettone posteriore molto più ampio, per garantire maggiore carico aerodinamico.

### Aspetti sportivi
A seguito del riacutizzarsi del dolore al torace, patito nel corso del warm up del Gran Premio di Jarama, che costrinse Niki Lauda a saltare quella gara, venne messa in dubbio la sua partecipazione al gran premio di Monaco. La conferma della partecipazione avvenne solo il 17 maggio, dopo un consulto con il dott. Leonardo Gui, presso la Clinica Rizzoli di Bologna. In caso di indisponibilità la Scuderia Ferrari avrebbe presentato il solo Carlos Reutemann.
Fece il suo esordio nel mondiale di F1 Riccardo Patrese, che sostituì Renzo Zorzi alla Shadow. Il padovano aveva vinto il Campionato Europeo di Formula 3 nel 1976. L'Ensign aveva iscritto Clay Regazzoni, pilota titolare del team, che avrebbe cercato di qualificare la vettura il giovedì delle prime prove, per poi volare negli Stati Uniti, dove avrebbe dovuto qualificarsi per la 500 Miglia di Indianapolis, quindi ritornare in Europa per la corsa monegasca, la domenica.
Il team Ensign iscrisse anche Jacky Ickx, già al via di 102 gran premi validi per il mondiale, che mancava dal Gran Premio del Giappone 1976. Non si rividero Emilio de Villota, la Chesterfield Racing, la BRM e la Williams. In compenso la British Formula 1 Racing Team sostituì Brian Henton con il francese Jean-Pierre Jabouille, sempre mettendo a disposizione del pilota una March. La scuderia comunque non si presentò all'evento, così come la LEC.

## Qualifiche

### Resoconto
Nella prima giornata di prove il miglior tempo venne fatto segnare da Hans-Joachim Stuck, su Brabham in 1'30"73; il tedesco precedette il compagno di scuderia John Watson. La prima parte della giornata fu nuvolosa, mentre la pioggia arrivò sul circuito nel pomeriggio, non permettendo ai piloti di migliorare i tempi della sessione della mattina. Niki Lauda chiuse quarto, ma venne rallentato dalla rottura di un giunto della trasmissione che lo costrinse a usare il muletto. Mario Andretti, su Lotus, che aveva vinto gli ultimi due gran premi, si lamentò per il surriscaldamento delle testate in magnesio del motore.
Al sabato venne cambiato il motore sulla Ferrari di Lauda, mentre i tre nuovi motori Ford Cosworth DFV, che presentavano un ridisegno della meccanica, venne montati sulle vetture di Mario Andretti, James Hunt e Ronnie Peterson. Il tempo fu soleggiato e ciò consentì ai piloti di migliorare i tempi del giovedì.
La pole venne fatta, per la prima volta nella carriera, da John Watson. Era dal 1951, con Juan Manuel Fangio a Monza, che una vettura spinta da un motore Alfa Romeo non otteneva la partenza al palo in una gara del mondiale, mentre lo stesso Watson aveva ottenuto la pole anche nella Race of Champions, disputata a marzo, e non valida per il mondiale. In prima fila vi fu Jody Scheckter (il sudafricano danneggiò però la sua Wolf toccando le barriere alle curve della Piscina), mentre la seconda fu appannaggio di Carlos Reutemann e Ronnie Peterson. Andretti chiuse decimo e fu protagonista di un incidente al Casinò, senza conseguenza fisiche.Clay Regazzoni, dell'Ensign, non prese parte alla seconda giornata di prove, ma preferì volare negli Stati Uniti, per tentare di qualificarsi alla 500 Miglia di Indianapolis, abbandonando l'ipotesi di rientrare anche perché col solo tempo del giovedì non sarebbe riuscito a prendere una posizione valida nello schieramento di partenza: e sulla sua vettura il sabato si qualificò in una utile diciassettesima posizione Jackie Ickx.

### Risultati
Nella sessione di qualifica si è avuta questa situazione:
| Pos                     | Nº | Pilota             | Costruttore              | Tempo   | Griglia |
| ----------------------- | -- | ------------------ | ------------------------ | ------- | ------- |
| 1                       | 7  | John Watson        | Brabham-Alfa Romeo       | 1'29"86 | 1       |
| 2                       | 20 | Jody Scheckter     | Wolf-Ford Cosworth       | 1'30"27 | 2       |
| 3                       | 12 | Carlos Reutemann   | Ferrari                  | 1'30"44 | 3       |
| 4                       | 3  | Ronnie Peterson    | Tyrrell-Ford Cosworth    | 1'30"72 | 4       |
| 5                       | 8  | Hans-Joachim Stuck | Brabham-Alfa Romeo       | 1'30"73 | 5       |
| 6                       | 11 | Niki Lauda         | Ferrari                  | 1'30"76 | 6       |
| 7                       | 1  | James Hunt         | McLaren-Ford Cosworth    | 1'30"85 | 7       |
| 8                       | 4  | Patrick Depailler  | Tyrrell-Ford Cosworth    | 1'31"16 | 8       |
| 9                       | 2  | Jochen Mass        | McLaren-Ford Cosworth    | 1'31"36 | 9       |
| 10                      | 5  | Mario Andretti     | Lotus-Ford Cosworth      | 1'31"50 | 10      |
| 11                      | 17 | Alan Jones         | Shadow-Ford Cosworth     | 1'32"04 | 11      |
| 12                      | 34 | Jean-Pierre Jarier | Penske-Ford Cosworth     | 1'32"32 | 12      |
| 13                      | 6  | Gunnar Nilsson     | Lotus-Ford Cosworth      | 1'32"37 | 13      |
| 14                      | 19 | Vittorio Brambilla | Surtees-Ford Cosworth    | 1'32"40 | 14      |
| 15                      | 16 | Riccardo Patrese   | Shadow-Ford Cosworth     | 1'32"52 | 15      |
| 16                      | 26 | Jacques Laffite    | Ligier-Matra             | 1'32"65 | 16      |
| 17                      | 22 | Jacky Ickx         | Ensign-Ford Cosworth     | 1'33"25 | 17      |
| 18                      | 28 | Emerson Fittipaldi | Fittipaldi-Ford Cosworth | 1'33"39 | 18      |
| 19                      | 18 | Hans Binder        | Surtees-Ford Cosworth    | 1'33.49 | 19      |
| 20                      | 24 | Rupert Keegan      | Hesketh-Ford Cosworth    | 1'33.78 | 20      |
| Vetture non qualificate |    |                    |                          |         |         |
| NQ                      | 37 | Arturo Merzario    | March-Ford Cosworth      | 1'34"46 | NQ      |
| NQ                      | 33 | Boy Hayje          | March-Ford Cosworth      | 1'34"48 | NQ      |
| NQ                      | 25 | Harald Ertl        | Hesketh-Ford Cosworth    | 1'34"76 | NQ      |
| NQ                      | 22 | Clay Regazzoni     | Ensign-Ford Cosworth     | 1'35"00 | NQ      |
| NQ                      | 9  | Alex-Dias Ribeiro  | March-Ford Cosworth      | 1'36"62 | NQ      |
| NQ                      | 10 | Ian Scheckter      | March-Ford Cosworth      | 1'46"30 | NQ      |

## Gara

### Resoconto
John Watson partì male a causa della coincidenza della sua posizione di partenza con le strisce pedonali presenti sul tracciato: le ruote posteriori non aderirono subito sullo strato di vernice, e Watson venne passato,sullo scatto, da Jody Scheckter; dietro ai primi due si posero Carlos Reutemann, Hans-Joachim Stuck, Ronnie Peterson, Niki Lauda e James Hunt. Il sudafricano della Wolf venne pressato per diversi giri da Watson ma, senza commettere errori, mantenne il comando della gara.
Al nono giro Peterson venne passato sia da Lauda che da Hunt, ciò in quanto la sua Tyrrell scontava dei problemi ai freni. Le posizioni di testa rimasero immutate fino al giro 20 quando Hans-Joachim Stuck si ritirò per un principio d'incendio sulla sua vettura. Cinque giri dopo fu il turno del ritiro di Hunt, per un guasto alla valvola. Il giro dopo Lauda passò il compagno di scuderia Reutemann. La classifica vedeva sempre in testa Jody Scheckter, seguito da John Watson, Niki Lauda, Carlos Reutemann, Jochen Mass e Mario Andretti.
Il continuo pressing di Watson su Scheckter affaticò l'impianto frenante della sua Brabham, tanto che al giro 45 andò lungo alla chicane e venne passato da Niki Lauda. Tre giri dopo fu costretto al ritiro per un guasto al cambio. Entrò in zona punti Alan Jones. La classifica non mutò più negli ultimi giri, tranne per il sorpasso di Jacques Laffite su Vittorio Brambilla per la settima posizione al sessantanovesimo giro.
Jody Scheckter vinse per la sesta volta nel mondiale, pur rallentando vistosamente negli ultimi giri per un problema di alimentazione; la Ford-Cosworth conquistò la centesima vittoria (la prima nel Gran Premio d'Olanda 1967 con Jim Clark su Lotus).

### Risultati
I risultati del gran premio sono i seguenti:
| Pos | No | Pilota             | Costruttore              | Giri | Tempo/Ritiro       | Pos.Griglia | Punti |
| --- | -- | ------------------ | ------------------------ | ---- | ------------------ | ----------- | ----- |
| 1   | 20 | Jody Scheckter     | Wolf-Ford Cosworth       | 76   | 1:57'52"77         | 2           | 9     |
| 2   | 11 | Niki Lauda         | Ferrari                  | 76   | + 0"09             | 6           | 6     |
| 3   | 12 | Carlos Reutemann   | Ferrari                  | 76   | + 32"8             | 3           | 4     |
| 4   | 2  | Jochen Mass        | McLaren-Ford Cosworth    | 76   | + 34"60            | 9           | 3     |
| 5   | 5  | Mario Andretti     | Lotus-Ford Cosworth      | 76   | + 35"55            | 10          | 2     |
| 6   | 17 | Alan Jones         | Shadow-Ford Cosworth     | 76   | + 36"61            | 11          | 1     |
| 7   | 26 | Jacques Laffite    | Ligier-Matra             | 76   | + 1'04"44          | 16          |       |
| 8   | 19 | Vittorio Brambilla | Surtees-Ford Cosworth    | 76   | + 1'08"64          | 14          |       |
| 9   | 16 | Riccardo Patrese   | Shadow-Ford Cosworth     | 75   | + 1 giro           | 15          |       |
| 10  | 22 | Jacky Ickx         | Ensign-Ford Cosworth     | 75   | + 1 giro           | 17          |       |
| 11  | 34 | Jean-Pierre Jarier | Penske-Ford Cosworth     | 74   | + 2 giri           | 12          |       |
| 12  | 24 | Rupert Keegan      | Hesketh-Ford Cosworth    | 73   | + 3 giri           | 20          |       |
| Rit | 6  | Gunnar Nilsson     | Lotus-Ford Cosworth      | 51   | Cambio             | 13          |       |
| Rit | 7  | John Watson        | Brabham-Alfa Romeo       | 48   | Cambio             | 1           |       |
| Rit | 4  | Patrick Depailler  | Tyrrell-Ford Cosworth    | 46   | Cambio             | 8           |       |
| Rit | 18 | Hans Binder        | Surtees-Ford Cosworth    | 41   | Alimentazione      | 19          |       |
| Rit | 28 | Emerson Fittipaldi | Fittipaldi-Ford Cosworth | 37   | Motore             | 18          |       |
| Rit | 1  | James Hunt         | McLaren-Ford Cosworth    | 25   | Motore             | 7           |       |
| Rit | 8  | Hans-Joachim Stuck | Brabham-Alfa Romeo       | 19   | Problemi elettrici | 5           |       |
| Rit | 3  | Ronnie Peterson    | Tyrrell-Ford Cosworth    | 10   | Freni              | 4           |       |
| NQ  | 37 | Arturo Merzario    | March-Ford Cosworth      |      |                    |             |       |
| NQ  | 33 | Boy Hayje          | March-Ford Cosworth      |      |                    |             |       |
| NQ  | 25 | Harald Ertl        | Hesketh-Ford Cosworth    |      |                    |             |       |
| NQ  | 22 | Clay Regazzoni     | Ensign-Ford Cosworth     |      |                    |             |       |
| NQ  | 9  | Alex-Dias Ribeiro  | March-Ford Cosworth      |      |                    |             |       |
| NQ  | 10 | Ian Scheckter      | March-Ford Cosworth      |      |                    |             |       |

## Statistiche

### Piloti
- 6ª vittoria per Jody Scheckter;
- 1ª pole position per John Watson;
- 1º Gran Premio per Riccardo Patrese;

### Costruttori
- 2ª vittoria per la Wolf;
- 1º giro più veloce per la Wolf;

### Motori
- 100ª vittoria per il motore  Ford Cosworth;

### Pneumatici
- 95ª vittoria per gli pneumatici  Goodyear;

### Giri in testa
- Jody Scheckter (1-76);

## Classifiche

### Piloti
| Pos | Pilota             | Punti |
| --- | ------------------ | ----- |
| 1   | Jody Scheckter     | 32    |
| 2   | Niki Lauda         | 25    |
| 3   | Carlos Reutemann   | 23    |
| 4   | Mario Andretti     | 22    |
| 5   | James Hunt         | 9     |
| 6   | Emerson Fittipaldi | 8     |
| =   | Jochen Mass        | 8     |
| 8   | Patrick Depailler  | 7     |
| 9   | Carlos Pace        | 6     |
| 10  | Gunnar Nilsson     | 4     |
| 11  | Clay Regazzoni     | 1     |
| =   | Renzo Zorzi        | 1     |
| =   | John Watson        | 1     |
| =   | Jean-Pierre Jarier | 1     |
| =   | Hans-Joachim Stuck | 1     |
| =   | Alan Jones         | 1     |

### Costruttori
| Pos | Costruttore              | Punti |
| --- | ------------------------ | ----- |
| 1   | Ferrari                  | 40    |
| 2   | Wolf-Ford Cosworth       | 32    |
| 3   | Lotus-Ford Cosworth      | 24    |
| 4   | McLaren-Ford Cosworth    | 15    |
| 5   | Fittipaldi-Ford Cosworth | 8     |
| =   | Brabham-Alfa Romeo       | 8     |
| 7   | Tyrrell-Ford Cosworth    | 7     |
| 8   | Shadow-Ford Cosworth     | 2     |
| 9   | Ensign-Ford Cosworth     | 1     |
| =   | Penske-Ford Cosworth     | 1     |